# نادي الفضل
نادي الفضل ، نادي كرة قدم سعودي من الأندية الخاصة يتبع جمعية الفضول للخدمات التعاونية في قرية الفضول في محافظة الأحساء، تأسس في عام 1395 م, شارك لأول مرة في موسم 2022-2023 في مصاف اندية دوري الدرجة الرابعة السعودي لكرة القدم و نجح في الصعود إلى دوري الدرجة الرابعة السعودي في موسم 2023-2024.

## تشكيلة الفريق
ملاحظة: تشير الأعلام إلى المنتخب الوطني على النحو المحدد في قواعد الأهلية للفيفا. قد يحمل اللاعبون أكثر من جنسية واحدة غير تابعة للفيفا.
| الرقم | البلد     | المركز | اللاعب        |
| ----- | --------- | ------ | ------------- |
| 1     | السعودية  | حارس   | طاهر الحجي    |
| 3     | السعودية  | مدافع  | فؤاد المحروس  |
| 4     | السعودية  | مدافع  | سالم الكليب   |
| 5     | السعودية  | مدافع  | نواف المحسن   |
| 6     | السعودية  | وسط    | أمير التريكي  |
| 7     | السعودية  | وسط    | محمد البغلي   |
| 9     | موريتانيا | مهاجم  | موسى سيدييا   |
| 10    | السعودية  | مهاجم  | جواد اللويم   |
| 11    | السعودية  | مهاجم  | يوسف الصايل   |
| 12    | السعودية  | وسط    | هشام الهزيم   |
| 13    | السعودية  | وسط    | منتظر بو حمود |
| 15    | السعودية  | وسط    | ياسر السعيد   |
| 16    | موريتانيا | وسط    | طاهر زين      |

| الرقم | البلد    | المركز | اللاعب             |
| ----- | -------- | ------ | ------------------ |
| 18    | السعودية | مدافع  | منتظر العواد       |
| 19    | السعودية | مهاجم  | مصطفى البطران      |
| 20    | السعودية | مدافع  | محمد المزراق       |
| 22    | السعودية | مدافع  | عناد الخليفة       |
| 23    | السعودية | مدافع  | محمد الجاسم        |
| 29    | السعودية | وسط    | عبد الإله السعيد   |
| 31    | السعودية | حارس   | أحمد العديل        |
| --    | السعودية | حارس   | إبراهيم الحويكم    |
| --    | السعودية | مدافع  | عبد الله الجويسم   |
| --    | السعودية | وسط    | عبد المحسن الزقعان |
| --    | السعودية | وسط    | عبد الرحمن الحسين  |
| --    | السعودية | وسط    | محمد البو حسن      |